# Chetoni

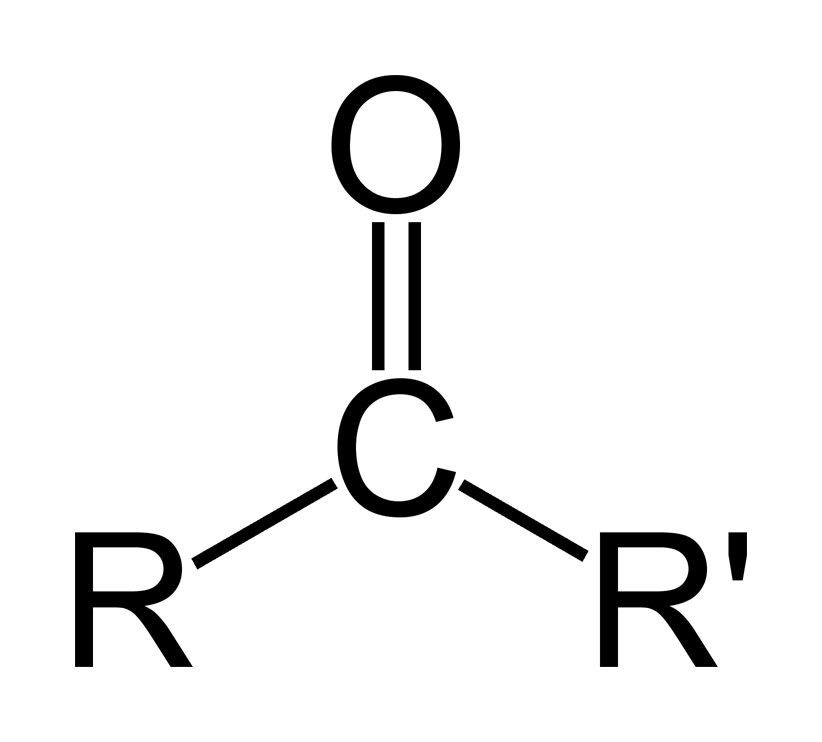
Struttura di un generico chetone.

I chetoni, o acetoni, sono dei composti organici di formula generale R-CO-R', caratterizzati dalla presenza di un gruppo carbonile C=O il cui carbonio, con ibridazione sp2, è direttamente legato a due gruppi R idrocarburici che possono essere sia alifatici sia aromatici. Si differenziano strutturalmente dalle aldeidi (di formula R-CHO) per la presenza di un gruppo R' al posto dell'idrogeno H direttamente legato al carbonile. Nel caso in cui il carbonile sia compreso in una struttura ciclica, ovvero che i due gruppi R e R' siano legati covalentemente, come nel caso del cicloesanone, si parla di chetoni ciclici o ciclochetoni. Il chetone strutturalmente più semplice è l'acetone, di formula CH3-CO-CH3, in cui il gruppo carbonilico è legato a due gruppi metilici.

## Caratteristiche chimico-fisiche
Le caratteristiche dei chetoni possono variare anche sensibilmente a seconda della dimensione, della struttura e della natura chimica dei gruppi R e R'. Tendenzialmente si presentano come sostanze incolori, volatili e dall'odore caratteristico. I chetoni che contano meno di 12 atomi di carbonio nella propria struttura appaiono come liquidi oleosi, la cui solubilità in acqua diminuisce con l'aumentare delle dimensioni molecolari, mentre per gruppi R più voluminosi si avranno dei solidi cristallini.

## Nomenclatura
Secondo le norme IUPAC i chetoni sono definiti dal suffisso -one e da opportuni prefissi (sia alfabetici sia numerici) che indichino la natura dei gruppi R e R'. Ad esempio, il nome IUPAC dell'acetone è 2-propanone, dove -one indica la presenza del gruppo C=O, prop- indica che il carbonile è compreso in una struttura a 3 atomi di carbonio e 2 identifica la posizione di C=O nella struttura, ossia in posizione 2. Nel caso specifico dell'acetone il prefisso numerico può essere omesso, dal momento che, per motivi logico-strutturali, il carbonile non può trovarsi né in posizione 1 né in posizione 3. Nel caso che i gruppi R e R' siano uno alchilico e l'altro arilico, oppure entrambi arilici, la IUPAC accetta la nomenclatura basata sull'indicazione diretta di tali gruppi, come nel caso del fenil-metil-chetone o del di-fenil-chetone. Se nella struttura idrocarburica sono presenti più gruppi C=O allora si parla di di-chetoni, tri-chetoni, tetra-chetoni, ecc..

## Reattività
La reattività dei chetoni è essenzialmente determinata dalla natura dipolare del gruppo carbonile, proprietà condivisa quindi con le aldeidi. Una delle differenze principali tra le reattività di aldeidi e chetoni è che questi ultimi non danno reazioni di ossidazione, mentre le aldeidi possono ossidare ad acidi carbossilici.

### Sintesi
I chetoni possono essere sintetizzati in diversi modi. Si possono ottenere chetoni mediante l'ossidazione diretta degli alcoli secondari con l'impiego di opportuni agenti ossidanti:
RR'CH-OH → R-CO-R' + 2 e−  + 2 H+
Sintesi per idratazione degli alchini, opportunamente catalizzata da Hg++ in ambiente acido:
R-C≡C-R' + H2O → R-CO-CH2-R'
Sintesi per reazione tra un nitrile e un reattivo di Grignard e successiva aggiunta di H2O:
R-MgX + R'-C≡N → RR'C=N-MgX
RR'C=N-MgX + 2H2O → R-CO-R' + NH3 + HO-MgX
Sintesi per reazione tra un'ammide e un reattivo di Grignard:
R-CO-NR'R'' + R'''-Mg-X + H+ → R-CO-R''' + R'R''NH + Mg-X+
Sintesi di aril-alchil-chetoni tramite acilazione di Friedel-Crafts:
R-CO-Cl + AlCl3 + Ar-H → R-CO-Ar + HCl

### Reazioni
La reazione tipica dei chetoni è l'addizione nucleofila, dove un generico nucleofilo Nu in ambiente acido (in genere è lo stesso nucleofilo a liberare H+ in soluzione) instaura un legame covalente col carbonio del gruppo C=O:
R-CO-R' + NuH → RR'C(OH)Nu
Le tipiche reazioni di addizione nucleofila sono le seguenti:
Formazione di cianidrine per addizione di HCN:
R-CO-R' + HCN → RR'C(OH)CN
Addizione di acidi alogenidrici (dove X rappresenta un generico alogeno):
R-CO-R' + HX → RR'C(OH)X
Reazione di idratazione (addizione di H2O) a formare un gem-diolo:
R-CO-R' + H2O → RR'C(OH)2
Addizione di idrogeno molecolare in ambiente acquoso, opportunamente catalizzata da nichel, palladio o platino, con formazione di alcoli secondari: 
R-CO-R' + H2 → RR'CH-OH
Se la reazione prosegue in eccesso di H2 si avrà la formazione di idrocarburi semplici e acqua:
RR'CH-OH + H2 → R-CH2-R' + H2O
Oltre alle reazioni di addizione nucleofila i chetoni possono dare anche le seguenti reazioni:
Reazione con idrossilammina con formazione ossime e acqua:
R-CO-R' + NH2OH → RR'C=NOH + H2O
Reazione con ammina primaria con formazione di immine e acqua:
R-CO-R' + R''-NH2 → RR'C=NR'' + H2O
Reazione con alcol primario con formazione di chetali e acqua:
R-CO-R' + 2R''-OH → RR'C(OR'')2 + H2O
Reazione con reattivo di Grignard con formazione di alcol terziario:
R-CO-R' + R''-Mg-X + H+ → RR'R''C-OH + Mg-X+

### Tautomeria cheto-enolica
In ambiente acquoso i chetoni con un idrogeno in alfa al carbonile, ovvero un H legato a un atomo di carbonio a sua volta direttamente legato al carbonio del carbonile, instaurano quello che prende il nome di equilibrio tautomerico, ovvero una particolare forma di isomeria tipica di alcuni composti organici. Nel caso specifico dei chetoni, essi si trovano in equilibrio con gli enoli, composti di formula generale RR'C=CR''-OH, fenomeno che prende il nome di tautomeria cheto-enolica.